# Ablerus leucopidis
Ablerus leucopidis är en stekelart som beskrevs av Blanchard 1942. Ablerus leucopidis ingår i släktet Ablerus och familjen växtlussteklar. Inga underarter finns listade i Catalogue of Life.